# جون كارمايكل جنكينز
جون كارمايكل جنكينز (بالإنجليزية: John Carmichael Jenkins)‏ هو  أمريكي، ولد في 13 ديسمبر 1809 في Churchtown, Pennsylvania ‏ في الولايات المتحدة، وتوفي في 14 أكتوبر 1855 بسبب حمى صفراء.